# Team Fortress Classic
Team Fortress Classic (también llamado Team Fortress 1.5) es uno de los mods oficiales de Valve, incluido en la actualización 1.1.1.0 de Half-Life, junto a Deathmatch Classic y Ricochet. Un juego FPS que combina acción y estrategia en dos o más equipos rivales con diferentes clases de soldado a elegir por cada jugador. Está basado en el juego original Team Fortress.
Actualmente hay unos pocos servidores de Team Fortress Classic en Internet, la mayoría de ellos accesibles mediante la plataforma Steam de Valve.

## Tipos de juego
Captura La Bandera
Invadir y defender
Atacar y defenderTambién dividido por equipo atacante y equipo defensivo, pero con algunas diferencias.
Hay un tiempo límite para poder capturar todos los puntos, y cuando uno es capturado, cambia la forma del mapa. El equipo atacante vencerá si logra capturar todos los puntos, mientras que el defensor lo será si lo evita antes de que se termine el tiempo. Cuando uno de los dos equipos gana, no se invierten los roles sino que pasa al siguiente mapa.
Llevar banderas a tales puntosCada equipo comienza con su base y una sala de control con tres banderas. Los jugadores de los equipos tendrán que llevar sus banderas a distintos puntos de captura, dejando la bandera "clavada" en el mismo, pero estos podrán ser nuevamente capturados por el equipo rival. Además, a aquel jugador que tome una bandera, se le reducirá considerablemente su velocidad. Una vez capturado un punto, una nueva bandera aparece en la sala de control.
Un equipo gana cuando toma el control de todos los puntos.
Buscado o (matar a la presa)
DeporteTambién diferente al resto de los mapas, en el que participan dos equipos. Consiste en que un jugador recoja una pelota que está en el centro del mapa (en vez de una bandera) y la lleve a cierto lugar de la base enemiga, anotando un punto (como en el fútbol). Cuando un jugador tiene posesión de la pelota, los otros tienen que quitársela matando al que tiene la pelota.
También existen otros tipos de partidas que no están incluidos en los mapas oficiales.

### Clases
ExploradorTan solo tiene 75 de máximo de vida y un chaleco liviano de 50, con unas armas bastante débiles. Sin embargo es la clase más rápida de todas; se especializa para atacar y robar la bandera del oponente, también puede quitar disfraces de espías enemigos.
FrancotiradorTiene 90 de vida y 50 de chaleco liviano. Su arma principal es el rifle de francotirador. En cada mapa existen lugares estratégicos para situarse con esta profesión y los puedes encontrar con unos letreros que señalan BATTLEMENT.
SoldadoUna clase muy buena, ya que es muy fuerte debido a su lanzacohetes. Sirve tanto para defender como para atacar. Es un poco lento, pero tiene 100 de vida y 200 de chaleco pesado, también puede hacer un supersalto con su lanzacohetes.La conocida técnica del 'Team CRY' consiste en dispar rockets hacia los pies cuando un enemigo se acerca.
Experto en ExplosivosEsta clase es buena para defender, pero no en todos los mapas y lugares sino, más que nada, en lugares estrechos por la maniobrabilidad de sus armas. Puede poner un pack explosivo para destruir ciertos lugares del mapa y facilitar el ataque hacia equipo contrario.
Cuenta con 90 de máximo de vida y 120 de chaleco tipo medio.
MédicoTiene un Kit Médico con el que puede infectar a sus enemigos y curar a sus compañeros. Cuando infecta al enemigo, si este regresa a su base a buscar ayuda médica, corre el riesgo de infectar a sus compañeros. Es rápido y tiene 90 de vida y 100 de chaleco medio.
Infante PesadoRealmente muy fuerte por su arma principal, la ametralladora pesada, y su cantidad de vida y chaleco, 100 y 300 pesado, lo hacen ideal para defender, pero no para atacar, ya que esta clase de profesión es realmente muy lenta (sobre todo mientras dispara la ametralladora).
IncendiarioEsta clase no se caracteriza por los puntos que normalmente recibe el jugador, sino por su utilidad de ayudar al resto del equipo: hace muy poco daño con sus armas principales, el lanzallamas y el lanzacohetes incendiario, pero deja al rival parcialmente ciego, de modo que tendrá que contentarse con disparar hacia todos lados, a menos que se tire al agua. Tiene 100 de máximo de vida y 150 de chaleco mediano.
EspíaEl espía solo podrá ser usado por jugadores ingeniosos y de buena estrategia. Puede vestirse de un jugador enemigo, aliado y hacerse el muerto. Las tres habilidades tienen utilidad, incluso la segunda, solo hay que saber cuándo y cómo emplearlas. Cuenta con un arma realmente mortal: el cuchillo. Un par de puñaladas vencerán a cualquier contrincante si le alcanza en la espalda. Tiene velocidad media, 90 de vida y 100 de chaleco mediano.
IngenieroEspecializado en defender, puede construir máquinas centinelas que dispararán ante cualquier enemigo que detecten (menos espías disfrazados). Podrá evolucionar su máquina hasta nivel 3, pero necesitará de recursos, por lo que debe estar cerca de su base para conseguir material o bien puede tomar la mochila de los caídos en combate para tal fin. También puede construir dispensadores que proveen de armadura y munición, y puede restaurar armadura a un aliado golpeándolo con la llave inglesa. Sus armas principales son la pistola y la llave. Tiene 80 de vida, 50 de chaleco liviano y velocidad media.
CivilLa presa solo está disponible en los juegos del tipo Buscado o Matar a la Presa, solo cuenta con un paraguas ( el cual tiene el mismo efecto que la palanca) como arma y no puede usar granadas ni ningún equipamiento, tiene una velocidad media, 50 como máximo de vida y no tiene ningún chaleco.

### Armas
Diferentes tipos de profesiones tienen diferentes tipos de armas:
PalancaEs un simple palanca de hierro, ideal para combates cuerpo a cuerpo. La tienen: explorador, francotirador, soldado, experto en explosivos, infante pesado e incendiario.
LlaveUna llave mecánica bastante fuerte al golpear. También sirve para evolucionar las máquinas centinelas. Solo la tiene el ingeniero.
CuchilloRápida y mortal, un par de puñaladas en la espalda puede hacer morir a cualquiera. Solo la tiene el espía.
Kit médicoInfecta y daña al enemigo y cura al aliado. Solo la tiene el médico
Escopeta livianaUna pequeña escopeta que puede tener hasta 8 cartuchos por vez. No hace demasiado daño, y es inútil a largas distancias. Se carga y dispara bastante rápido. La tienen: explorador, soldado, experto en explosivos, médico, infante pesado e incendiario.
PistolaRealmente mala, no hace mucho daño, pero tampoco poco, daña sobre todo la armadura de los enemigos y sus disparos son muy lentos. Solo la tiene el ingeniero, que quizás la pueda utilizar como bengala para pedir ayuda.
Pistola de dardos tranquilizantesSu daño es casi nulo, pero adormece un poco a la víctima, haciéndola más lenta. Solo la tiene el espía.
Escopeta de dos cañonesEsta escopeta hace bastante daño, puede llevar 16 cartuchos por vez y gasta 2 por disparo. Es más lenta cargarla y la secuencia entre disparos. La tienen: soldado, médico, infante pesado, espía e ingeniero.
FusilesUna sola arma, pero está contada como si fueran dos. El primero cuenta con una mira telescópica y dispara una única bala con una gran potencia y precisión. Solo lo tiene el francotirador. (fusil de francotirador). El segundo dispara grandes ráfagas de balas, débiles pero rápidas y también con mucha precisión (fusil de asalto).
Pistola de clavosEsta arma es bastante lenta y no hace demasiado daño, pero dispara bastante seguido. La tienen: explorador, francotirador y espía.
Pistola de clavos pesadaParecida a la pistola de clavos, es más fuerte y rápida. Solo la tiene el médico.
LanzagranadasEsta arma es muy fuerte, pero bastante difícil de acertar. Dispara pequeñas granadas que van rebotando. Pueden explotar al chocar contra un enemigo o después de unos segundos. Solo la tiene el experto en explosivos.
LanzabombasDispara bombas que pueden ser detonadas cuando el controlador lo desee. También explotan después de un largo plazo de tiempo. Muy buenas para defender.
LanzacohetesEsta arma es realmente poderosa y, además de eso, expansiva. Puede tener 4 cohetes por vez, que se disparan en forma seguida. Solo la tiene el soldado.
Lanzacohetes incendiarioLa forma es igual a la del lanzacohetes, pero tira unos cohetes que hacen muy poco daño y dejan incendiado al contrincante, cegándolo parcialmente. Solo la tiene el incendiario.
LanzallamasEl efecto es prácticamente el mismo que el del lanzacohetes incendiario, pero este es más fácil de usar, ya que lanza llamaradas seguidas y en cortas distancias. Solo la tiene el incendiario.
Ametralladora pesadaSolo la tiene el infante pesado. Gasta pocas balas, pero dispara muchos fragmentos y hace mucho daño.

### Granadas
Las granadas se utilizan de forma diferente a las armas. No se ven antes de dispararlas, y se pueden manejar por dos botones (F y G, por defecto). Estas pueden ser mantenidas "en la mano" antes de dispararlas, dejando el botón presionado, de modo que se puede "medir" la distancia entre el jugador y el contrincante, para que no tenga tiempo de correr cuando esté cerca de él. De ese modo estallará antes.
Las granadas dependen del tipo de profesión.
ClavosNo es una granada, pero se lanzan como si lo fueran. Se tiran instantáneamente a los lados y alrededor del jugador. El jugador enemigo que los pise será parcialmente dañado y disminuirá su velocidad en gran forma.
Granada normalLa típica granada explosiva. Hace un daño medio. La tienen: francotirador, soldado, experto en explosivos, médico, infante pesado, incendiario, espía e ingeniero (el único que no la tiene es el explorador).
Granada de clavosAl tirarla comenzará a disparar clavos a la redonda, muy fuertes para los pocos que pueden llegar a dañar a alguien. Después de esto estalla causando un gran daño. Solo la tiene el soldado.
Granada de confusiónNo hacen daño, pero por un pequeño plazo de tiempo marea terriblemente a la víctima, lo que disminuye considerablemente la precisión de sus armas. La tienen: explorador y médico. También se suelen utilizar para darse impulso saltando sobre ellas.
Granada de alucinacionesTira unas esporas alrededor que al tocar a la víctima hace que vea cosas a su alrededor que no están ocurriendo. Marea muy poco, saca vida y chaleco lentamente. Solo la tiene el espía.
Granada MIRVQuizás no la más peligrosa, pero sí la más poderosa. Esta granada explota un poco más fuerte que la granada normal y luego deja cuatro cargas esféricas que estallarán seguidamente con la fuerza de una granada normal cada una. La tienen: experto en explosivos, infante pesado.
Granada EMPEsta granada hace un alto daño, lanza una onda expansiva que puede matar a los enemigos, hace explotar al resto de las granadas a las que alcance su estallido (incluyendo las granadas del lanzagranadas e incluso la munición sobrante que se haya soltado en forma de mochila). Solo la tiene el ingeniero.
Granada napalmNo es muy fuerte, pero se pueden llevar bastantes. No hace daño por explosión: incendia el piso alrededor de la granada creando una pared de baja altura de fuego. Solo la tiene el incendiario.

#### Habilidades especiales
Estas habilidades pueden ser empleadas de distintas formas, (depende de cuál) como con disparo secundario (botón derecho por defecto) o con el menú del jugador (tecla shift por defecto).
ExploradorPuede visualizar el estado de cada bandera. Si la tiene un jugador, qué jugador las tiene, si están tiradas en el suelo fuera de la sala de bandera, etc ; también puede descubrir a los espías y desactivar los explosivos. Además consta de otra habilidad la cual también posee el médico, llamada "Concear".Esta es la habilidad de hacer "Saltos largos" o "Super-Saltos" que ve la gente nueva y se pregunta cómo puede hacer eso.
Para realizarlo se necesita tener las granadas especiales de concusión, o "Conc Granades" que son particulares del explorador y el médico.
Utilidad
- Alcanzar lugares muy rápidamente.
- Llegar a lugares que otras clases no pueden, sin daño alguno.

```
Como hacerlo ( how-to )
Para realizarlo se necesita:
```

1. Esperar que vaya a estallar la granada (te guías por el ruido)
2. Justo cuando estalla la granada saltar mirando para donde quieres ir, para darle dirección al salto.
Hay 2 formas de hacer los concjump:
Conc-Held (o granada sostenida)
1. Es manteniendo la granada sostenida (manteniendo la tecla G apretada).
2. Justo cuando estalla la granada saltar mirando para donde quieres ir, para darle dirección al salto.
Dropped (o tirarla al piso o agua)
1. Es tirando la granada al piso o agua, 
2. Pararse encima justo cuando estalla la granada saltar mirando para donde quieres ir, para darle dirección al salto.
SoldadoRecarga las municiones del arma actual.
Experto en explosivosEstalla las bombas, de modo que se puede tener seleccionada cualquier arma para hacerlo, y puede plantar un pack de detonación por segundos. Estos packs se pueden plantar en todo el mapa, son realmente fuertes, pero matar no es su verdadera utilidad. Están hechos para ser puestos en lugares específicos que se destruyen con esto mismo (verjas, paredes, etc.) De este modo se pueden crear nuevos caminos para que el equipo haga ataques más rápidos por estos lugares.
MédicoAl igual que el explorador, es la otra clase que dispone de las granadas de concusión para poder realizar los saltos.
Infante pesadoCambia su arma a la ametralladora pesada.
IncendiarioCambia su arma al lanzallamas.
EspíaEntre las habilidades del espía se encuentra una única, fingir la muerte ya sea en silencio o con el grito de mismo al hacerlo.
IngenieroAdemás de las construcciones nombradas anteriormente, consta de una última el teletransportador su función es facilitar la vuelta al campo de batalla a los miembros de tu equipo.

### Zonas del mapa
Los mapas suelen estar conformados por bases y conexiones para usos estratégicos:
Bases (Bassements)Las bases de los equipos. Cada jugador comienza en la base de su equipo. Las bases, a su vez, se dividen en más zonas: 
Sala de recursos(Supply Room)Aquí comienzan los jugadores. Los enemigos no pueden entrar a este lugar. En esta sala hay una ametralladora que dispara a los intrusos, si lograron entrar aprovechándose de que las puertas estaban abiertas. Suele haber más de una de estas salas.
HallLa sala seguida a la puerta principal.
BattlementsZona donde normalmente hay cruces de equipos también es una zona alta (por lo general) echa para francotiradores.
Zona de francotirador (Sniper Zone)Es la zona para francotiradores casi siempre tiene cobertura y una mochila con muncion.
Sala de bandera(Flag Room)En esta zona está la bandera del equipo. El enemigo debe tomarla y llevarla al punto de captura de su propia base.
Punto de captura(Capture point)A donde se debe llevar la bandera. Los enemigos no pueden entrar aquí.
ConexionesEn algunos mapas podemos encontrar canales de agua o caminos un poco largos, en otros casos algo cortos que no son la ruta principal, pero nos comunican con otra sección de la zona controlada por el enemigo o su propia base.

## Desarrollo
Team Fortress en su origen fue una modificación de Quake (1996), posteriormente sobre el motor QuakeWorld, desarrollado por TF Software Pty. Ltd. Sus desarrolladores trabajaron en una versión independiente que planeaban llamar Team Fortress 2, justo cuando fueron contratados por Valve para hacer una versión Team Fortress como mod basado en el famoso juego de Valve, Half-Life. Tras varios retrasos de la fecha de lanzamiento original, que iba a ser el 26 de marzo de 1999, el mod salió a la luz el 7 de abril de 1999.
El 9 de junio del año 2000, salió la versión 1.5 de Team Fortress como parte de la actualización 1.1 de Half-Life. Fue la primera versión independiente de Team Fortress. La actualización contaba con nuevos sonidos y armas, gráficos mejorados, nuevos modelos para las clases y sus objetos, nuevos mapas de los creadores de mapas más populares y una interfaz actualizada que hacía más fácil encontrar y unirse a partidas, junto a una interfaz con un menú de comandos. También se incluía una interfaz dentro del juego y el código de red de Valve, previo al desarrollo de Team Fortress 2. Se añadieron 3 mapas nuevos con la actualización: Dustbowl, Warpath y Epicenter. Además, la nueva interfaz del menú de comandos era un menú integrado en el juego que permitía a los jugadores ejecutar comandos para cambiar de equipo, llamar al Medic o cambiar de clase durante una partida.
Valve actualizó significativamente el tiempo de vida del juego, realizando ajustes en el código de red y añadiendo nuevos mapas y modos de juego. En 2003, Team Fortress Classic salió a la venta como una versión independiente para la plataforma Steam de Valve. Se lanzaron las versiones del juego para OS X y Linux en 2013.

## Reglas básicas para jugar en ligas

### Dinámica del juego
Los partidos suelen ser jugados por 8 jugadores por cada equipo.
En los mapas CTF las tácticas utilizada suele ser 4 defensas y 4 atacantes.
Los 4 defensas suelen ser 2 soldados, 1 ingeniero y 1 HW, aunque cada equipo suele variar la defensa dependiendo del mapa y de las habilidades de sus jugadores.
Así podemos ver equipos que utilizan 2 soldados, 1 demoman y 1 hw, o 1 soldado, 1 demoman, 1 hw y 1 ingeniero.
Los 4 atacantes no tienen porque ceñirse a una táctica determinada, el atacante decide cual es la clase que se adapta mejor a las necesidades del partido, utilizando cualquier clase excepto las destinadas a la defensa o las que tienen restricciones de número en ligas.
En los mapas de capturar puntos clave, la dinámica cambia y el mapa es jugado dos rondas. La primera de ellas el equipo rojo defiende y el azul ataca, mientras que en la segunda se invierten los papeles.
Las tácticas varían mucho dependiendo del mapa.

### Dinámica de un atacante (offy)
Los atacantes pueden ser de dos tipos, flagers y dmers.
La misión de los flagers es mover la bandera o sacarla de la base enemiga (si es lo segundo mejor).
La misión de los dmers es limpiar el mapa de defensores enemigos, ya bien sea soldados, sgs o hws.
Así pues, tendríamos a los scouts y médicos que serían flaggers, y el resto de clases que se utilizan para atacar que serían dmers, incluidos los médicos también.
Los atacantes suelen tener comunicaciones por voz, para decir dónde se encuentra la bandera o la sg.

### Dinámica de un defensor (deff)
La táctica de todos los equipos es situar en ciertas posiciones estratégicas del mapa a sus defensores para que corten el paso de los atacantes o pasen con poca vida.
Normalmente los defensores mantendrán una posición semi-estática a lo largo del partido y solo se moverán de sus posiciones si han muerto o necesitan ir al resuply o la bandera ha sido movida.
Es normal que los defensores utilicen comunicación por voz para alertar acerca de "incomings". Lo más usual es decir el camino que ha seguido el atacante, tras pasar al defensor, y el tipo de atacante que era.

### Backtracking (BT)
Consiste en atacar a los atacantes del equipo rival siendo atacante de tu equipo.
No está bien visto y puede ser sancionado en ligas/servidores públicos.

### Oficiales
- Sitio de Valve
- Sitio de Half-Life

### No oficiales
- Planet Fortress Zona de Planet Fortress para Team Fortress Classic
- Team Fortress File Factory Página de descargas para Team Fortress Classic y Team Fortress
- Fortress Forever Adaptación no oficial de Team Fortress Classic para Half-Life 2

### Otros
- Buscador de Servidores en vivo

- Datos: Q1799621